# 30 Dage paa Vand og Brød
30 Dage paa Vand og Brød (originaltitel This Woman) er en amerikansk stumfilm fra 1924 instrueret af Phil Rosen.

## Medvirkende
- Irene Rich som Carol Drayton
- Ricardo Cortez som Whitney Duane
- Louise Fazenda som Rose
- Frank Elliott som Gordon Duane
- Creighton Hale som Bobby Bleecker
- Marc McDermott som Stratini
- Helen Dunbar som Mrs. Sturdevant
- Clara Bow som Aline Sturdevant
- Otto Hoffman som Judson